# Guillem Salusi V de Càller
Guillem Salusi V (vers 1215-1250) fou fill de Barisó II d'Arborea i de Beneta de Massa. Va ser reconegut hereu i jutge de Càller el 1217 a la mort de Barisó II però només tenia uns mesos. Va quedar sota regència de la mare i dels seus tres marits següents: Lambert Visconti de Gallura (1220-1225), Enric de Capraia (vers 1227-1228) i Rinaldo Glandi (vers 1230-1232), tots sota influència d'Ubald Visconti (germà de Lambert Visconti de Gallura) mort el 1230. El 1230, per no perdre la influència, Ubald Visconti de Gallura (nebot del ja difunt Ubald Visconti) va envair Càller i va assolir la regència però en fou expulsat pels Gherardesci, fidels a Guillem i a la seva mare. El 1235, tres anys després de la mort de la mare, Guillem va assolir el govern amb uns 20 anys i va lluitar contra els Visconti de Gallura fins al 1244 amb el suport de Rainer de Gherardesci de Bolgheri, marit de la seva tia Agnès. Va morir vers 1250 i el va succeir el seu fill Joan Torxitori V conegut per Cià de Càller.